# Blissfield (Michigan)
Pour les articles homonymes, voir Blissfield.
Blissfield est un village du comté de Lenawee, dans l'État du Michigan, aux États-Unis. En 2020, il comptait une population de 3 277 habitants.